# Podprogram zagnieżdżony
Podprogram zagnieżdżony (podprogram lokalny, podprogram wewnętrzny) – w programowaniu konstrukcja programistyczna umożliwiająca tworzenie podprogramów zawartych w innych podprogramach, a więc o ograniczonym zasięgu widoczności. Podprogramy takie są więc podprogramami lokalnymi w stosunku do podprogramu nadrzędnego. Podprogram zagnieżdżony może zostać wywołany wyłącznie w bloku podprogramu, w którym został zagnieżdżony. Wszystkie podprogramy zagnieżdżone mają dostęp do obiektów zdefiniowanych lokalnie w podprogramie nadrzędnym (tj. elementów takich jak np. zmienne, stałe, typy lub inne, które może w danym języku programowania deklarować i definiować lokalnie).
W wielu językach programowania taka konstrukcja jest niedostępna i wszystkie podprogramy są deklarowane oraz definiowane na tym samym poziomie programu (modułu). Tak jest m.in. w języku C, C++ i podobnych. Istnieje jednak grupa języków programowania, w których zrealizowano zagnieżdżanie podprogramów. Takimi językami są między innymi: Ada, Pascal, PL/1, PL/SQL.
Przykład w języku Pascal:
```
procedure
 
A
;

  
var
 
localA
:
integer
;

  
function
 
AB
:
integer
;

  
begin

    
{ treść funkcji zagnieżdżonej AB }

  
end
;

  
procedure
 
AA
;

  
begin

    
{ treść procedury zagnieżdżonej AA }

    
{ zmienna lokalna localA zadeklarowana w procedurze nadrzędnej A

      jest także dostępna w podprogramach zagnieżdżonych }

    
localA
:=
AB
;

  
end
;

begin

  
{ wywołanie procedury zagnieżdżonej }

  
AA

end
;

```